# Deutschland (lớp thiết giáp hạm)
Lớp thiết giáp hạm Deutschland là một nhóm bao gồm năm thiết giáp hạm tiền-dreadnought được chế tạo cho Hải quân Đức. Lớp bao gồm các chiếc SMS Deutschland, SMS Hannover, SMS Pommern, SMS Schlesien và SMS Schleswig-Holstein, được chế tạo từ năm 1903 đến năm 1908, có bề ngoài giống như những chiếc thuộc lớp Braunschweig dẫn trước, cho dù chúng có lớp vỏ giáp bảo vệ tốt hơn. Chúng đã trở nên lạc hậu ngay trước khi hoàn thành do việc Hải quân Hoàng gia Anh cho hạ thủy chiếc Dreadnought mang tính cách mạng vào năm 1906. Kết quả là, chúng trở thành những con tàu cuối cùng kiểu này được chế tạo cho Hải quân Đức. Chúng được tiếp nối bởi lớp Nassau, những thiết giáp hạm dreadnought đầu tiên của Đức.
Cùng với việc đưa vào hoạt động lớp Deutschland, Hạm đội Đức giờ đây có đủ thiết giáp hạm để hình thành nên hai hải đội thiết giáp hạm đầy đủ; hạm đội được tái tổ chức thành Hạm đội Biển khơi, vốn đã hoạt động tác chiến trong Chiến tranh Thế giới thứ nhất. Cho dù đã lạc hậu, cả năm con tàu đều đã tham gia trận Jutland vào ngày 31 tháng 5–1 tháng 6 năm 1916. Trong quá trình tác chiến đêm lộn xộn, Pommern trúng phải ngư lôi và bị chìm. Sau trận chiến, bốn chiếc còn sống sót được cho rút khỏi hoạt động ngoài tuyến đầu để đảm trách những nhiệm vụ thứ yếu. Hiệp ước Versailles sau chiến tranh cho phép Đức được giữ lại những thiết giáp hạm cũ để phòng thủ duyên hải, kể cả bốn chiếc thuộc lớp Deutschland.
Tuy nhiên, thay vì được sử dụng như những tàu phòng duyên, Deutschland bị tháo dỡ vào năm 1920–1922, còn Hannover dự định được cải biến thành một tàu mục tiêu, cho dù chưa bao giờ thực hiện; nó cuối cùng bị tháo dỡ vào năm 1944–1946. Schlesien và Schleswig-Holstein là hai chiếc duy nhất còn lại trong lớp tiếp tục phục vụ ở tuyến đầu cho Hải quân Đức. Cả hai chiếc chỉ có những hoạt động hạn chế trong Chiến tranh Thế giới thứ hai, vốn được mở màn bằng việc Schleswig-Holstein nả các khẩu pháo vào pháo đài của Ba Lan tại Westerplatte. Vào lúc gần cuối chiến tranh cả hai chiếc đều bị đánh chìm.

## Thiết kế
Năm chiếc thiết giáp hạm trong lớp Deutschland là những chiếc tiền-dreadnought cuối cùng được Hải quân Đức chế tạo. Chúng tương tự so với lớp Braunschweig dẫn trước; Deutschland hầu như tương tự, mặc dù thiết kế được thay đổi một ít sau khi đặt lườn chiếc dẫn đầu. Bốn chiếc tiếp theo sau có cách sắp xếp các nồi hơi khác biệt và có vỏ giáp dày hơn đôi chút so với lớp Braunschweig. Mọi chiếc trong lớp Deutschland đều có tháp pháo dành cho cỡ pháo hạng hai 17 xentimét (6,7 in); tất cả các khẩu pháo này đều được gắn trên các ụ tháp súng trên lườn tàu. Những con tàu này được chế tạo cho dù có những lời đồn đại về khả năng của chiếc Dreadnought mang tính cách mạng vốn đang được chế tạo. Đô đốc Alfred von Tirpitz khăng khăng giữ ý định chế tạo chúng, vì một con tàu lớn hơn sẽ buộc phải mở rộng kênh đào Kiel, một việc sẽ làm cắt giảm bớt ngân sách dành cho hải quân.

### Các đặc tính chung
Những chiếc trong lớp Deutschland có chiều dài 125,9 m (413 ft) ở mực nước và chiều dài chung là 127,6 m (419 ft). Chúng có mạn thuyền rộng 22,2 m (73 ft) và độ sâu của mớn nước là 8,21 m (26,9 ft). Các con tàu được thiết kế với trọng lượng choán nước tiêu chuẩn 13.191 tấn (12.983 tấn Anh), và lên đến 14.218 tấn (13.993 tấn Anh) khi đầy tải. Lườn của lớp Deutschland được chế tạo bằng các khu thép ngang và dọc. Các tấm thép vỏ tàu được tán vào cấu trúc tạo ra bởi các khung. Lườn tàu được chia thành 12 ngăn kín nước, riêng Pommern có 13 ngăn. Lườn tàu cũng có một đáy kép chiếm 84% chiều dài con tàu.
Các con tàu này vận hành khó hơn so với lớp Braunschweig dẫn trước, cho dù chúng ít bị ảnh hưởng khi biển động. Chiều cao khuynh tâm của chúng là 0,98 m (3,2 ft). Thủy thủ đoàn của các con tàu bao gồm 35 sĩ quan và 708 thủy thủ. Khi một chiếc đảm trách vai trò soái hạm của hải đội, thành phần được tăng cường thêm 13 sĩ quan và 66 thủy thủ; và khi là tàu chỉ huy thứ hai, 2 sĩ quan và 23 thủy thủ được bổ sung vào số thủy thủ đoàn tiêu chuẩn. Sau khi trở thành một tàu huấn luyện vào năm 1935, thủy thủ đoàn của Schlesien bao gồm 29 sĩ quan và 559 thủy thủ, và cho đến 214 học viên. Cũng trong vai trò huấn luyện, Schleswig-Holstein khác biệt đôi chút với 31 sĩ quan, 565 thủy thủ và cho đến 175 học viên. Deutschland và các tàu chị em mang theo một số xuồng nhỏ, bao gồm hai xuồng gác, một xuồng đô đốc, hai xuồng đổ bộ, một xuồng chèo, hai ca-nô, hai xuồng yawl và hai xuồng nhỏ.

### Hệ thống động lực
Deutschland và những chiếc chị em được trang bị động cơ hơi nước ba buồng bành trướng ba trục. Chúng có một bánh lái duy nhất và ba chân vịt; hai chân vịt phía ngoài có ba cánh, đường kính 4,8 m (5,24 yard), trong khi chân vịt giữa có bốn cánh và đường kính là 4,5 m (4,9 yard). Hơi nước được cung cấp cho động cơ bằng 12 nồi hơi hàng hải, bốn chiếc cho mỗi động cơ, ngoại trừ Deutschland. Chiếc này có cấu hình nồi hơi giống như lớp Braunschwieg, với tám nồi hơi hàng hải và sáu nồi hơi hình trụ. Động cơ của Deutschland đạt được công suất 16.000 ihp (12.000 kW), trong khi bốn chiếc kia đạt đến 17.000 ihp (13.000 kW). Tốc độ thiết kế cho tất cả các con tàu là 18 hải lý trên giờ (33 km/h; 21 mph), mặc dù khi chạy thử máy cả năm chiếc đều vượt quá con số này.
Các con tàu được thiết kế để chở theo 700 tấn (690 tấn Anh; 770 tấn Mỹ) than, cho dù các chỗ trống bổ sung có thể dùng vào việc chứa nhiên liệu, làm tăng lượng dự trữ nhiên liệu lên 1.540 tấn (1.520 tấn Anh; 1.700 tấn Mỹ). Điều này đã cung cấp cho chúng tầm hoạt động tối đa 4.800 hải lý (8.900 km; 5.500 mi) khi di chuyển ở tốc độ đường trường 10 kn (19 km/h; 12 mph). Điện năng được cung cấp bởi bốn máy phát turbine, mỗi chiếc cung cấp 260 kilôwatt (350 hp) điện xoay chiều 110 volt.

### Vũ khí

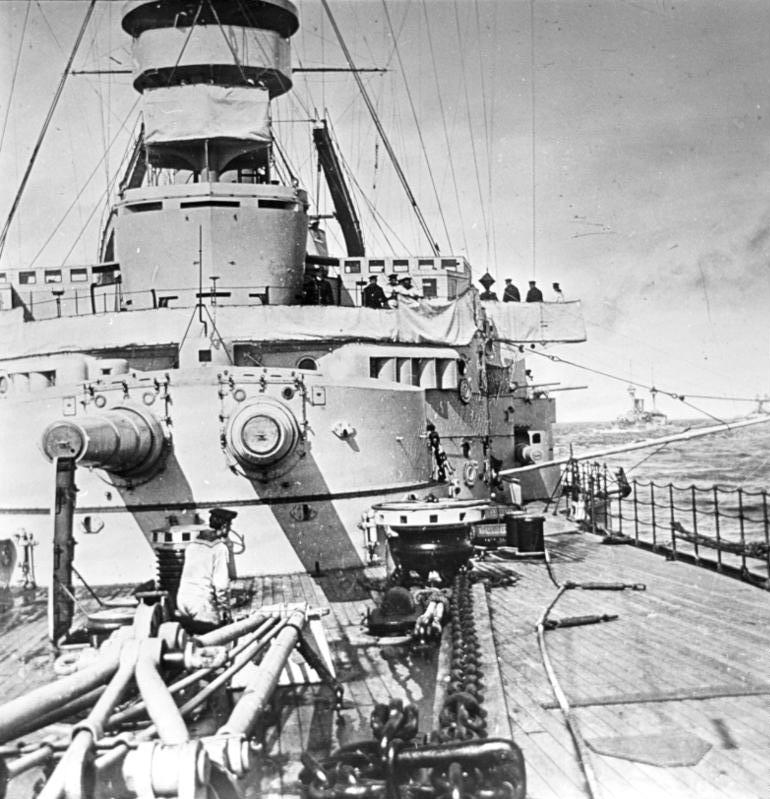
Tháp pháo chính phía trước của Deutschland

Vũ khí trang bị cho lớp Deutschland gần giống như của lớp Braunschweig dẫn trước, mặc dù chúng được sắp xếp lại và gia tăng về số lượng. Dàn pháo chính bao gồm bốn khẩu pháo 28 cm (11 in) SK L/40 bắn nhanh bố trí trên hai tháp pháo nòng đôi, một phía trước và một phía sau của cấu trúc thượng tầng. Tháp pháo thuộc kiểu Drh.L. C/01, cho phép nâng lên đến 30° và hạ xuống đến −5°. Ở góc nâng tối đa, các khẩu pháo có thể bắn đến mục tiêu cách xa 18.830 m (20.590 yd). Kiểu pháo này bắn ra đạn nổ và đạn pháo xuyên thép (AP) nặng 240 kg (530 lb); với lưu tốc đầu đạn của cả hai loại đạn pháo là 820 m/s (2.690 f/s). Ở khoảng cách 12.000 m (13.000 yd), đạn pháo AP có thể xuyên thủng vỏ giáp dày đến 160 mm (6,3 in).
Dàn pháo hạng hai bao gồm mười bốn khẩu pháo 17 cm (6,7 in) gắn trên các tháp pháo ụ đặt giữa tàu; năm chiếc bố trí ở sàn tàu trên và hai chiếc được đặt cao hơn một sàn tàu trên cấu trúc thượng tầng mỗi bên mạn. Tháp pháo ụ này cho phép nâng lên đến 22° và hạ xuống đến −5°. Ở góc nâng 22°, các khẩu pháo có thể bắn đến mục tiêu cách xa 14.500 m (15.900 yd); mỗi khẩu được cung cấp 130 quả đạn pháo xuyên thép, và có tốc độ bắn khoảng 5 phát mỗi phút. Tháp pháo có góc xoay 160°.
Các con tàu còn được trang bị thêm 22 khẩu pháo 8,8 cm (3,5 in) bắn nhanh trên các bệ nòng đơn, được điều khiển bằng tay. Kiểu pháo này bắn ra đạn pháo nổ 14,8 kg (33 lb) ở tốc độ cho đến 12 phát mỗi phút, mỗi khẩu pháo được cung cấp 140 quả. Chúng có khả năng bắn mục tiêu ở cách xa 11.000 m (12.000 yd).

### Vỏ giáp
Những chiếc trong lớp Deutschland được trang bị vỏ giáp Krupp. Deutschland có sự sắp xếp hơi khác biệt về đai giáp và thành trì của cấu trúc thượng tầng. Đai giáp của Deutschland ở mực nước dày 225 mm (8,9 in) và vuốt nhọn còn 140 mm (5,5 in) ở mép dưới. Các con tàu chị em có đai giáp dày 240 mm (9,4 in) ở mực nước và giảm còn 170 mm (6,7 in) ở đáy tàu. Trên Deutschland, lớp vỏ giáp cho cấu trúc thượng tầng dày 160 mm (6,3 in), và được tăng lên 170 mm (6,7 in)trên bốn chiếc chị em. Tất cả các con tàu đều có sàn tàu bọc thép dày 40 mm (1,6 in).
Tháp pháo của dàn pháo chính có vỏ giáp hông dày 280 mm (11 in) và nóc dày 50 mm (2,0 in); bệ tháp tháp được bọc giáp dày 250 mm (9,8 in) bằng thép. Các tháp pháo ụ được bảo vệ bằng vỏ thép dày 35 mm (1,4 in). Tháp chỉ huy phía trước được bảo vệ bởi các mặt hông dày 300 mm (12 in), trong khi vỏ giáp của tháp chỉ huy phía sau dày 140 mm (5,5 in).

## Việc chế tạo

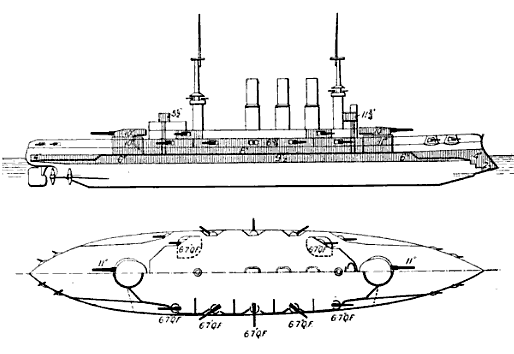
Cấu tạo thân của lớp thiết giáp hạm Deutschland từ mặt ngang (ở trên) và từ trên (ở dưới)

Deutschland được đặt hàng cho hạm đội Đức dưới hợp đồng tên "N". Nó được đặt lườn tại xưởng tàu Germaniawerft vào năm 1903 dưới số hiệu chế tạo 109, và được hạ thủy vào ngày 20 tháng 11 năm 1904. Đến giữa năm 1906 công việc hoàn thiện con tàu kết thúc, bao gồm việc trang bị vũ khí, hoàn tất các ngăn bên trong và cấu trúc thượng tầng. Deutschland được biên chế vào hạm đội ngày 3 tháng 8 năm đó. Hannover được đặt hàng với tên "O" và đặt lườn tại Kaiserliche Werft Wilhelmshaven vào năm 1904. Nó được hạ thủy vào ngày 29 tháng 9 năm 1905 và nhập biên chế vào ngày 1 tháng 10 năm 1907.
Pommern được đặt lườn tại xưởng tàu AG Vulcan ở Stettin dưới tên gọi tạm thời "P" vào năm 1904. Nó được hạ thủy vào ngày 2 tháng 12 năm 1905 và nhập biên chế vào hạm đội ngày 1 tháng 10 năm 1907. Cũng trong năm 1904, Schlesien được đặt lườn tại xưởng tàu Schichau-Werke ở Danzig dưới tên gọi tạm thời "R". Nó được hạ thủy vào ngày 28 tháng 5 năm 1906 và nhập biên chế vào ngày 5 tháng 5 năm 1908. Schleswig-Holstein được chế tạo tại xưởng tàu Germaniawerft dưới hợp đồng tên "Q". Nó được đặt lườn tại đây vào năm 1905. Được hạ thủy vào ngày 17 tháng 12 năm 1906, Schleswig-Holstein hoàn tất vào tháng 7 năm 1908 và được nhập biên chế vào ngày 6 tháng 7, chiếc cuối cùng trong số năm chiếc của lớp gia nhập vào hạm đội.

## Lịch sử hoạt động
Sau khi được đưa ra hoạt động bắt đầu từ năm 1906, những chiếc trong lớp Deutschland được điều về Hải đội Thiết giáp II của Hạm đội Nhà (Heimatflotte), vốn còn bao gồm những chiếc thuộc lớp Braunschweig. Deutschland thay thế cho SMS Kaiser Wilhelm II trong vai trò soái hạm của hạm đội. Khi Hải đội Thiết giáp II đã hoàn tất, hạm đội được tái tổ chức thành Hạm đội Biển khơi (Hochseeflotte). Năm chiếc trong lớp đã tiến hành nhiều chuyến đi huấn luyện và cơ động hạm đội hàng năm cho đến năm 1914, bao gồm những chuyến đi đến Đại Tây Dương và biển Baltic cùng những chuyến đi hàng năm đến Na Uy. Vào năm 1913, Deutschland được thay thế trong vai trò soái hạm của hạm đội bởi chiếc thiết giáp hạm dreadnought mới SMS Friedrich der Grosse. Cả năm con tàu đều đang ở Na Uy thực hiện chuyến viếng thăm hàng năm vào tháng 7 năm 1914, khi mối đe dọa của chiến tranh buộc phải cắt ngắn chuyến đi, và tất cả đã quay về các cảng Đức vào cuối tháng đó.

### Chiến tranh Thế giới thứ nhất

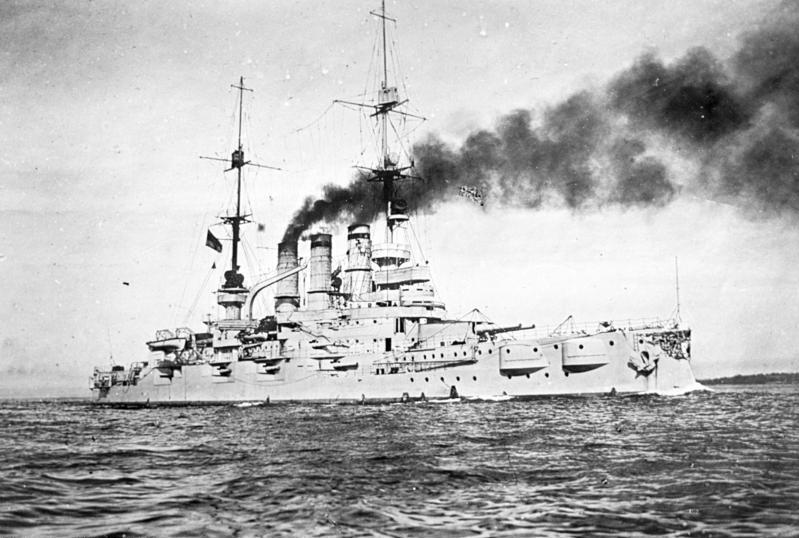
Pommern vào năm 1907

Những chiếc trong lớp Deutschland tiếp tục phục vụ cùng Hải đội Thiết giáp II trong Chiến tranh Thế giới thứ nhất. Chúng tiến hành tuần tra tại khu vực cửa sông Elbe trong những tuần lễ chiến tranh đầu tiên trong khi phần còn lại của hạm đội vẫn còn đang được huy động. Chúng cũng tham gia hầu hết các hoạt động chính của hạm đội trong hai năm đầu tiên của cuộc chiến; chủ yếu là hoạt động như một lực lượng hỗ trợ cho các tàu chiến-tuần dương bắn phá bờ biển Anh Quốc với hy vọng lôi kéo được một phần hạm đội Anh.
Cả năm chiếc đã tham gia trận Jutland vào ngày 31 tháng 5 – 1 tháng 6 năm 1916 dưới sự chỉ huy của Đô đốc von Mauve. Vào lúc cuối của trận chiến vào chiều tối ngày 31 tháng 5, năm chiếc thuộc lớp Deutschland đã đến trợ giúp các tàu chiến-tuần dương thuộc Hải đội Tuần tiễu I đang bị áp lực rất mạnh. Nhóm Deutschland đã can thiệp và ngăn cản các tàu chiến-tuần dương Anh dưới quyền Đô đốc David Beatty săn đuổi các tàu chiến Đức. Trong đêm tối, các tàu chiến Đức khó nhận định được mục tiêu và đã không bắn trúng phát nào; ngược lại, người Anh đã ba lần bắn trúng những chiếc Deutschland; Pommern từng bị buộc phải tách khỏi đội hình trong một lúc. Trong các hoạt động tác chiến ban đêm, Pommern trúng phải ngư lôi. Quả ngư lôi đã làm phát nổ một hầm đạn và phá hủy con tàu. Hạm đội Đức về đến Wilhelmshaven vào giữa ngày 1 tháng 6, năm, nơi những chiếc dreadnought không bị hư hại thuộc các lớp Nassau và Helgoland chiếm lấy các vị trí phòng ngự.
Đến cuối năm 1916, bốn chiếc còn lại được rút khỏi hoạt động nơi tuyến đầu cùng hạm đội. Chúng được đưa về lực lượng dự bị vào ngày 15 tháng 8 năm 1917. Deutschland và Schleswig-Holstein trở thành những tàu trại lính tại Wilhelmshaven và Kiel tương ứng. Hannover được sử dụng như một tàu canh phòng tại bờ biển Đan Mạch, và Schlesien là một tàu huấn luyện tại Kiel.

### Những năm giữa hai cuộc thế chiến

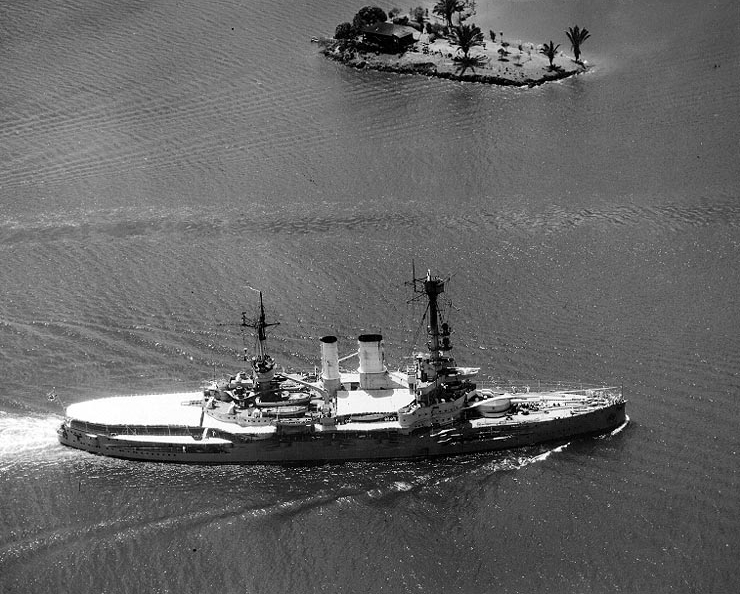
Schlesien đang băng qua kênh đào Panama vào năm 1938

Sau khi Đức thua trận trong Chiến tranh Thế giới thứ nhất, Hiệp ước Versaille cho phép ba trong số các thiết giáp hạm của lớp Deutschland được giữ lại trong Hải quân Đế chế Đức: Hannover, Schleswig-Holstein và Schlesien, cùng với nhiều chiếc thuộc lớp Braunschweig. Deutschland bị tháo dỡ vào năm 1922. Ba chiếc thiết giáp hạm tiền-dreadnought còn lại được hiện đại hóa trong những năm 1920, bao gồm việc thay thế các khẩu pháo 17 cm bằng kiểu 15 cm (5,9 in).
Hannover là chiếc đầu tiên trong số thiết giáp hạm cũ hoạt động trở lại cùng Hải quân Đế chế Đức vào tháng 2 năm 1921, trong vai trò soái hạm của hạm đội tại biển Baltic. Cảng nhà đầu tiên của nó là Swinemünde, nhưng nó được chuyển đến Kiel vào năm 1922. Sang năm 1923, Hải quân Đức áp dụng một cấu trúc chỉ huy mới, và SMS Braunschweig được đặt làm soái hạm của hạm đội. Đến tháng 10 năm 1925, Hannover được cho chuyển đến Bắc Hải. Nó xuất biên chế vào tháng 3 năm 1927 khi Schlesien quay trở lại hoạt động thường trực. Với các cột ăn-ten hoàn toàn mới nhưng vẫn còn ba ống khói, nó hoạt động trở lại khi thay thế cho chiếc SMS Elsass từ tháng 2 năm 1930 đến tháng 9 năm 1931.
Vào năm 1932, Schleswig-Holstein được thay thế nồi hơi và cải biến thành một tàu huấn luyện học viên sĩ quan. Một trong những thay đổi đáng kể dễ thấy nhất là sáp nhập hai ống khói phía trước thành một ống khói lớn hơn. Schlesien được đặt làm soái hạm của Hải đội Thiết giáp vào tháng 1 năm 1933. Đến tháng 5 năm 1935, Hải quân Đế chế Đức lại được tái tổ chức; đến lúc này, chỉ còn Schlesien và Schleswig-Holstein hoạt động như những tàu chiến, bốn chiếc thuộc lớp Braunschweig đã bị loại bỏ hay cải biến thành những tàu phụ trợ.
Hannover được rút khỏi Đăng bạ Hải quân vào năm 1936 và dự tính tháo dỡ. Có ý định đề nghị cải tạo nó thành một tàu mục tiêu điều khiển bằng vô tuyến để huấn luyện máy bay, nhưng việc này không bao giờ được thực hiện. Schlesien được thay thế nồi hơi và cải biến thành một tàu huấn luyện vào năm 1936. Trong năm tiếp theo, nó thực hiện chuyến đi đến Nam Mỹ, bao gồm một chặng dừng tại Argentina vào tháng 12. Đến năm 1939, cả hai chiếc đều được thay thế trong phục vụ tại tuyến đầu bởi những tàu chiến mới hơn, và được đưa về các hoạt động huấn luyện ở tuyến sau.

### Chiến tranh Thế giới thứ hai

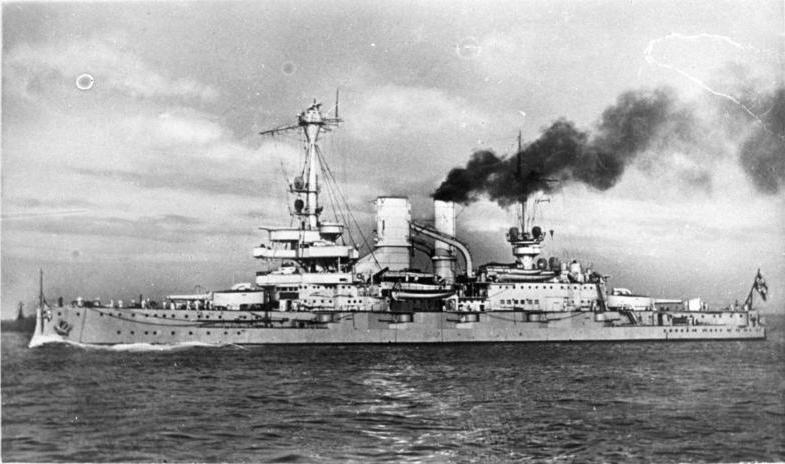
Schleswig-Holstein sau năm 1936, được tái cấu trúc thành một tàu huấn luyện

Vào tháng 8 năm 1939, Schleswig-Holstein thực hiện chuyến đi đến biển Baltic trong danh nghĩa kỷ niệm việc tàu tuần dương hạng nhẹ SMS Magdeburg bị chìm vào tháng 8 năm 1914. Sau khi hoàn tất chuyến đi, con tàu đã đi đến cảng Danzig đối diện với pháo đài của Ba Lan tại Westerplatte. Lúc 04 giờ 47 phút ngày 1 tháng 9, Schleswig-Holstein đã bắn những phát đạn pháo đầu tiên của Chiến tranh Thế giới thứ hai, khi nó nả pháo vào Westerplatte. Sau đó, một phân đội thủy binh đã đổ bộ tấn công pháo đài, vốn đã kháng cự trong bảy ngày. Trong suốt trận chiến, Schleswig-Holstein đã bắn pháo hỗ trợ. Trong giai đoạn này Schlesien tiếp tục vai trò của một tàu huấn luyện, ngoại trừ một giai đoạn ngắn hoạt động như một tàu phá băng cho tàu ngầm U-boat.
Schleswig-Holstein và Schlesien đã tham gia việc chiếm đóng Đan Mạch và xâm chiếm Na Uy vào tháng 4 năm 1940. Sau đó, Schleswig-Holstein lại được rút khỏi hoạt động tại tuyến đầu để sử dụng như một tàu huấn luyện, trong khi Schlesien tiếp tục vai trò tàu phá băng. Vào tháng 3 năm 1941, Schlesien hộ tống các tàu rải mìn tại khu vực biển Baltic. Quay trở về sau nhiệm vụ này, nó trở thành một tàu trại lính tại Gotenhafen.
Vào giữa năm 1944, dàn hỏa lực phòng không của Schlesien và Schleswig-Holstein được tăng cường đáng kể nhằm cho phép sử dụng chúng như những tàu phòng không tại cảng Gotenhafen. Schleswig-Holstein bị máy bay ném bom Không quân Hoàng gia tấn công vào tháng 12 năm 1944, và mặc dù nó bị đánh chìm tại vùng nước nông, vũ khí của nó vẫn còn sử dụng được. Sau khi một đám cháy làm vô hiệu hóa vĩnh viễn con tàu, thủy thủ của nó được gửi lên bờ để giúp vào việc phòng thủ Marienburg. Bắt đầu từ năm 1944, Hannover được tháo dỡ; công việc kéo dài cho đến năm 1945. Schlesien cung cấp hỏa lực hỗ trợ cho lực lượng Đức quanh khu vực Gotenhafen từ ngày 15 đến ngày 21 tháng 3 năm 1945. Đến tháng 4 nó được chuyển đến Swinemünde để nhận tiếp liệu đạn dược đồng thời cũng để di tản 1.000 binh lính bị thương khỏi chiến tuyến. Ngày 3 tháng 5, nó trúng phải một quả thủy lôi ngoài khơi Swinemünde; và sang ngày hôm sau nó bị thủy thủ đoàn tự đánh đắm trong vùng nước nông. Cả hai chiếc đều bị tháo dỡ tại chỗ sau chiến tranh.